# As I Lay Dying/American Tragedy
As I Lay Dying/American Tragedy es la split album por primera vez por los dos bandas de metalcore  As I Lay Dying y American Tragedy lanzado en 2002 a través de Records Plutón. As I Lay Dying desde entonces ha vuelto a publicar su mitad del álbum a través de Metal Blade Records. Su álbum recopilatorio  A Long March: The First Recordings también cuenta con las pistas originales y regrabadas del slip album. Las pistas 1 a 5 se llevan a cabo por As I Lay Dying mientras que las pistas 6 a 11 se llevan a cabo por la ya desaparecida  American Tragedy.

## lista de temas
1. "Illusion" - 3:56
2. "The Beginning" - 2:48
3. "Reinvention" - 4:56
4. "The Pain of Separation" - 2:49
5. "Forever" - 4:15
6. "-" - 1:13
7. "Choking on a Dream" - 1:48
8. "World Intruded" - 4:05
9. "Spite and Splinter" - 3:11
10. "Porcelain" - 2:03
11. "Moments and in Between" - 5:06

## Créditos
- Nolan Brett - Masterización
- Brian Cobbel - Productor ejecutivo
- Ryan Douglass - Guitarra, Dirección de arte, Diseño, Concepto
- Jeff Forest - voz, Ingeniero, voz armónica
- Tommy Garcia - Guitarra, voz
- Jonathan Greene - Guitarra
- Eddie Q - Guitar, voz
- Justin Greene - batería (AT)
- Tim Lambesis - voz
- Jordan Mancino - batería
- Eric Shirey - Productor ejecutivo
- Evan White - Guitarra

- Datos: Q2525185